# Zee TV
Pour les articles homonymes, voir Zee.
Zee TV est une chaîne satellitaire indienne créée le 15 décembre 1991. Elle émet en hindi ainsi que dans plusieurs langues régionales du sous-continent. Elle fait partie du bouquet de chaînes détenues par Zee Entertainment Enterprises. 
Une autre chaîne du même groupe, Zee Magic et Zee France est diffusée en Afrique et France sur Canal+ et sur CanalSat et a été lancée le 1er septembre 2015 et 1er décembre 2005, toujours  par l'entreprise Zee Entertainment Enterprise.
En janvier 2022, Zee TV change son nom pour " Zee Tv " (source : chaîne YouTube de Zee Tv).

## Histoire
La chaîne est lancée le 2 octobre 1992 par Subhash Chandra. Zee TV a été lancée en France le 1er janvier 1993. Certains de ses programmes diffusés en France comprennent des films indiens et internationaux traduits et doublés en français par TF1, Canal +, France Télévisions, TV5 Monde, etc.

### Identité visuelle
La chaîne adopte un nouveau logo en octobre 2017, abandonnant la lettre Z pour un cercle dans lequel son nom est intégré. Par ailleurs, l'identité passe du bleu au orange.

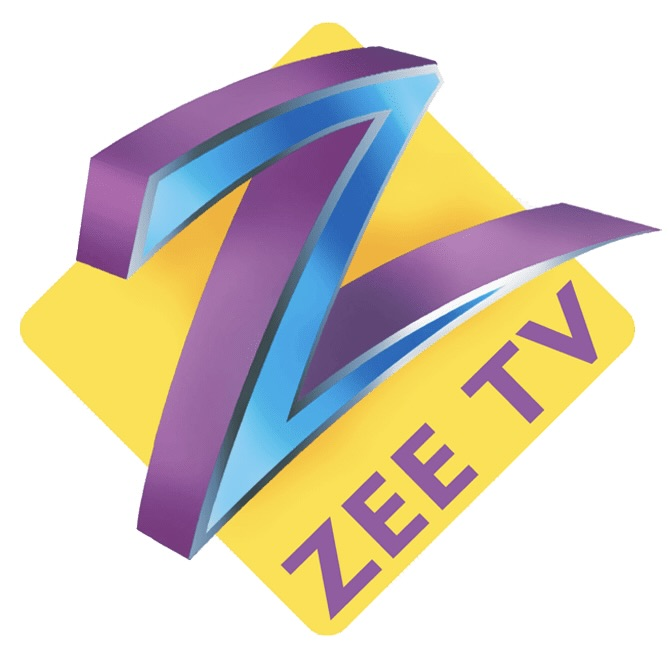
Logo de Zee TV de 2005 à 2011.
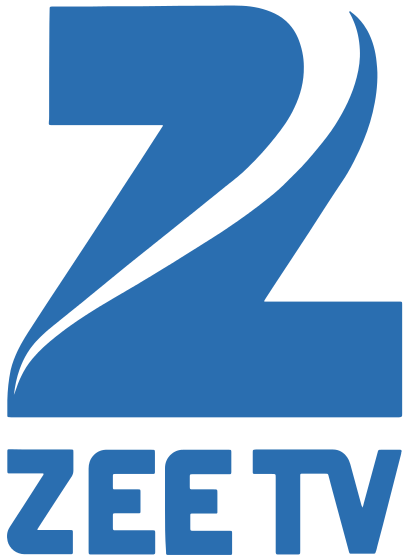
Logo de Zee TV de 2014 à 2017.
Logo de Zee TV de 2017 à 2025.
Logo de Zee TV depuis 2025.